# Монтування телескопа

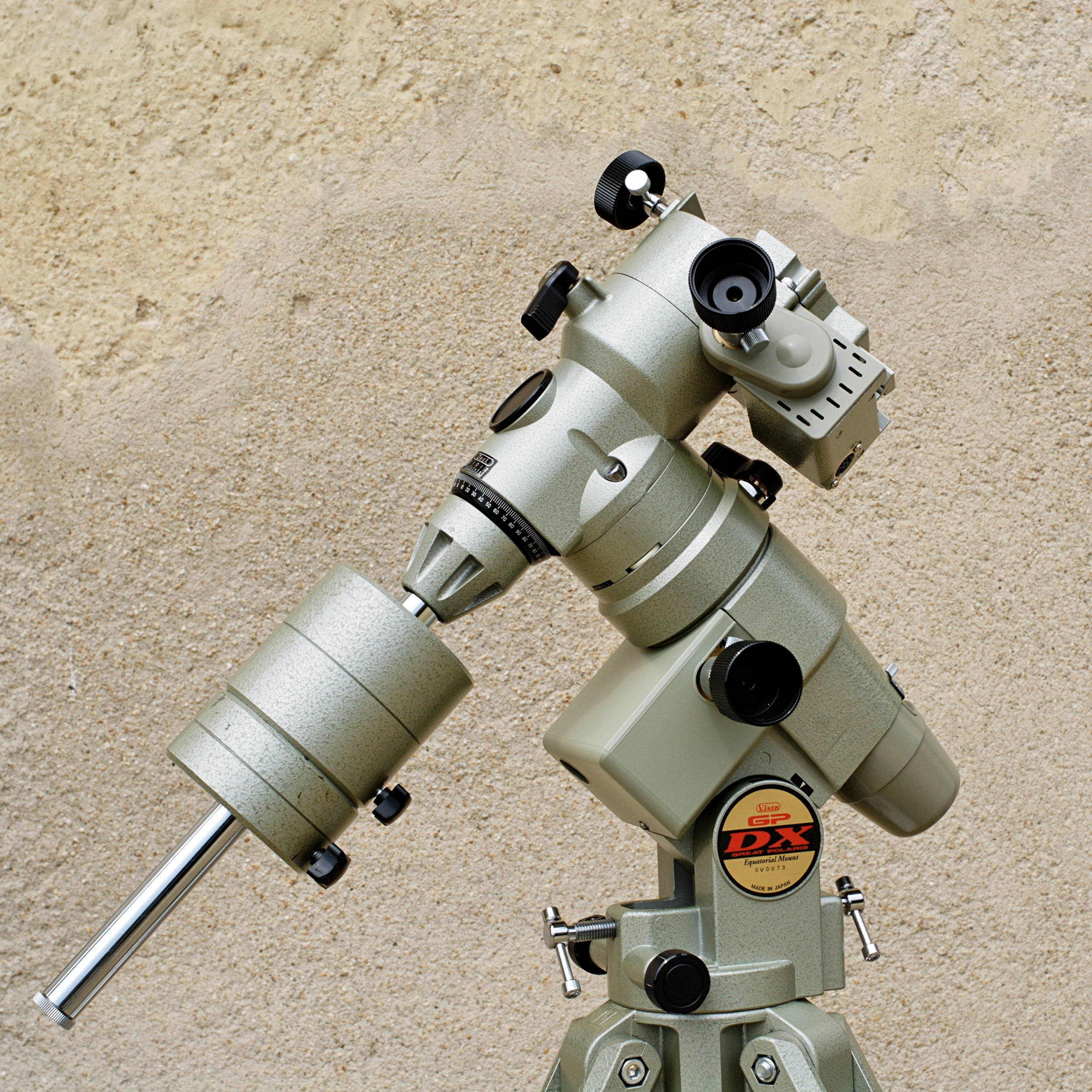
Екваторіальне монтування німецького типу для аматорського телескопа

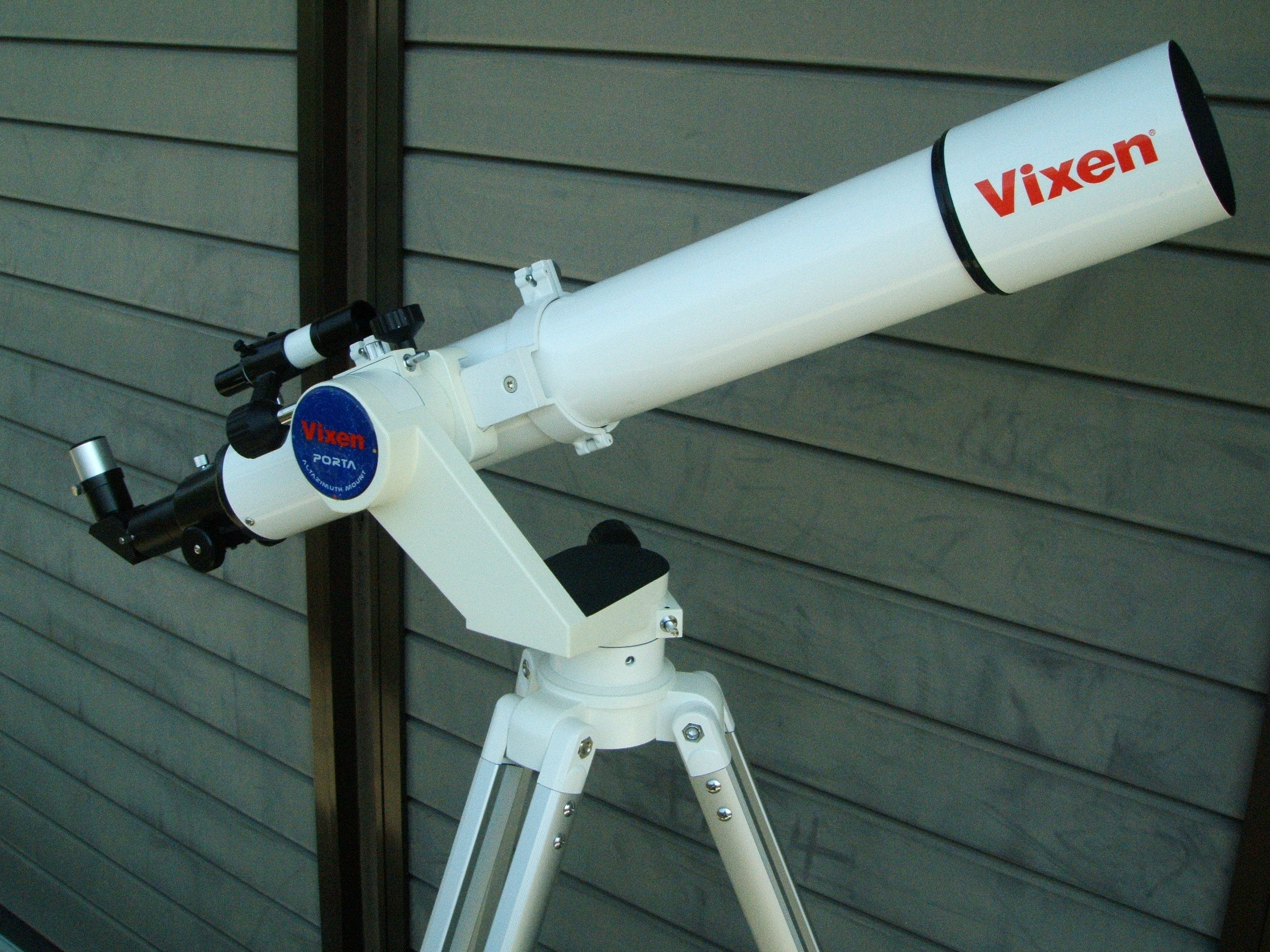
Аматорський телескоп на альт-азимутальному монтуванні

Монтува́ння телеско́па (також опо́рно-поворо́тний при́стрій (ОПП) телеско́па) — поворотна опора приладів для спостереження за небесними об'єктами (наприклад, телескопів або астрографів). Монтування дозволяє наводити телескоп на потрібний об'єкт, а за тривалого спостереження або фотографування — компенсувати добове обертання Землі.
Назва «монтування телескопа» поширеніше в астрономії, а «опорно-поворотний пристрій телескопа» — у машинобудуванні.

## Типи монтувань і їх будова
Монтування складається з двох взаємно перпендикулярних осей для наведення телескопа на об'єкт спостереження. Також монтування може містити приводи і системи відліку кутів повороту. Встановлюється монтування на якусь основу: колону, триногу або фундамент.

### Альт-азимутальне монтування

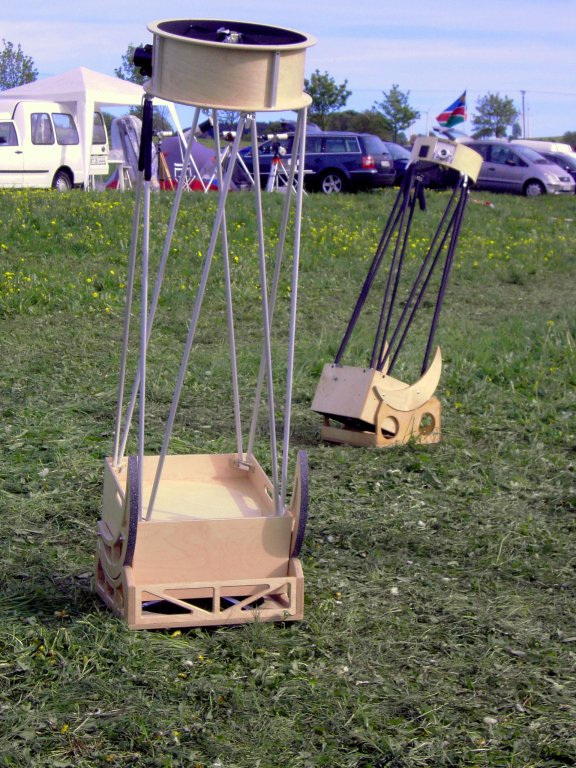
Аматорський телескоп на монтуванні Добсона

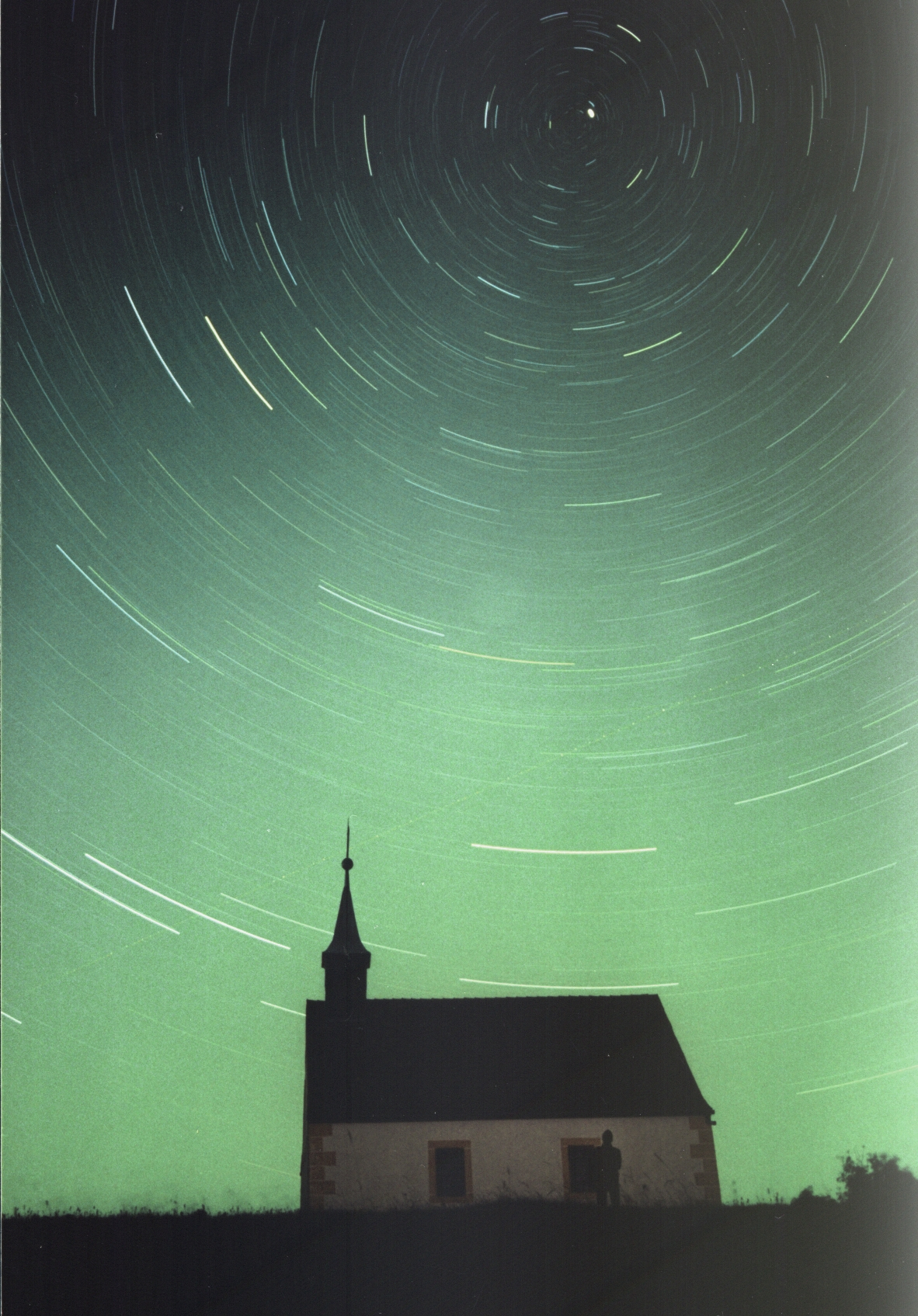
На цій фотографії (витримка 45 хв) видно треки від зірок. Те саме трапляється у астрофотографів, якщо наведення телескопа не коригувати

Найпростіше монтування — альт-азимутальне — схоже на алідаду теодоліта або штативну головку фотоапарата. У ньому перша вісь вертикальна, друга — горизонтальна. Альт-азимутальне монтування легке, компактне і дешеве, але має істотний мінус.
Земля обертається навколо осі, тому на фотографіях зоряного неба з тривалими (від декількох секунд і більше) витримками замість зображення зірок виходять треки їх переміщення по небу. Оскільки «серйозні» телескопи призначені саме для фотографування, а не для візуального спостереження, наведення телескопа доводиться коригувати одночасно за трьома осями: азимут, висота над горизонтом і поворот фотоматеріалу.
Альт-азимутальне монтування застосовується в сучасних великих телескопах: вертикальне розташування однієї з осей дозволяє значно зменшити та спростити характер деформації системи під дією сили тяжіння, що важливо за значної маси телескопа. Наведенням керує складний обчислювальний комплекс.
Альт-азимутальне монтування має «мертву точку» — зеніт. Щоб зняти об'єкт, що пролітає через зеніт, доводиться дуже швидко повертати телескоп за азимутом. Якщо це технічно неможливо, об'єкт, зрозуміло, втрачається.
Альт-азимутальне монтування популярне в аматорській астрономії, оскільки дозволяє зробити телескоп великим (аж до пів метра), але дешевим і транспортабельним. Компенсації обертання не передбачено взагалі.

### Екваторіальне монтування
Якщо ж потрібно компенсувати обертання Землі без комп'ютерів і серводвигунів, використовують екваторіальне монтування. Одна вісь обертання паралельна земній осі, друга — перпендикулярна до неї. Щоб утримувати в полі зору певну точку неба, достатньо прилад обертати навколо однієї осі зі швидкістю 1 оберт за 23 години 56 хвилин 4 секунди (зоряна доба) — годинниковим механізмом або електродвигуном з редуктором.
Однак екваторіальне монтування складніше, масивніше і дорожче у виготовленні. Крім того, таке монтування має конструктивні обмеження за використання у приполярних широтах, а іноді — в районі небесного меридіана. Мертвою точкою екваторіального монтування є, природно, полюс світу (північний або південний, в залежності від півкулі). Це найвдаліша з усіх можливих мертвих точок — теоретично через полюс може пройти лише невелике тіло на зразок комети, метеора або супутника.

## Рідкісні і спеціалізовані монтування

### Нерухомий телескоп
Такими є, наприклад, зенітні телескопи, які дивляться прямо вгору. Зенітні телескопи широко застосовувалися для дослідження обертання Землі, поки не були замінені точнішими інструментами.
У зенітних телескопів буває рідинне дзеркало, гранично дешеве, яке проте взагалі не дозволяє нахиляти телескоп.

### З фіксованим кутом місця— 1 вісь
Азимутальні телескопи повертаються навколо вертикальної осі, але зафіксовані за висотою. Це дозволяє оглянути все або майже все небо, проте будь-яке конкретне світило можна побачити тільки протягом короткого інтервалу, коли воно проходить через заданий кут місця. Таким є Великий південноафриканський телескоп, оптимізований для огляду Магелланових Хмар.

### Пассажне— 1 вісь
Пасажні інструменти, навпаки, повертаються вгору-вниз за висотою, але зафіксовані на один азимут. Служать для точного визначення моменту проходження світила через певну площину.
Пасажне монтування також застосовується в особливо великих радіотелескопах, які з міркувань міцності не варто повертати відносно більше ніж однієї осі.

### Альт-альт монтування— 2 осі

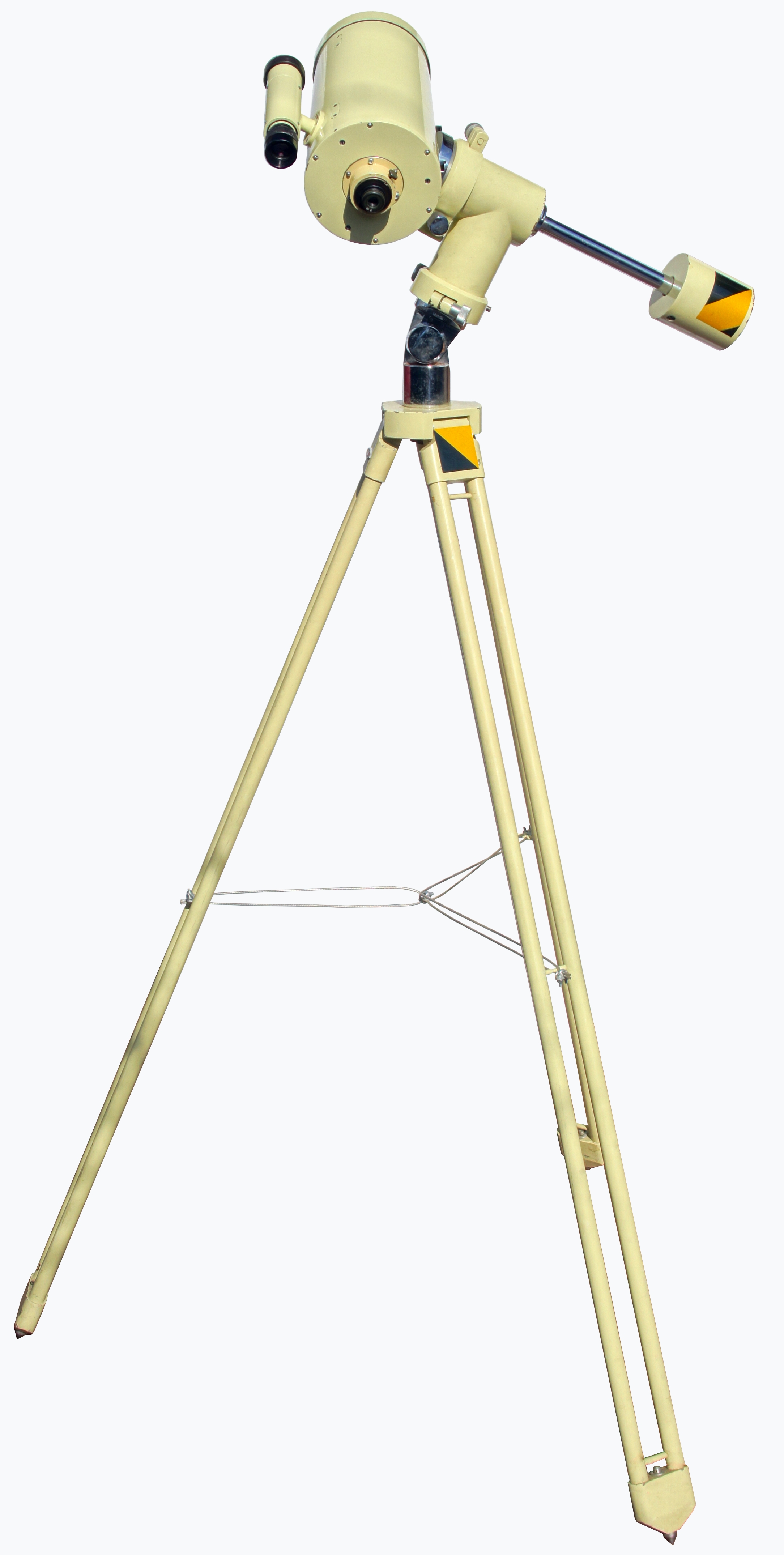
Телескоп БАМ-5A на альт-альт монтуванні

Має дві горизонтальних осі на зразок карданного підвісу. В альт-альт монтування є дві мертвих точки на горизонті — в напрямку основної осі (наприклад, на півночі й півдні). Настільки ж громіздке, як екваторіальне, і тому застосовується для специфічних задач (наприклад, супроводу супутників).
З підвищенням якості обробки дзеркал труби телескопів поступово коротшають — тому періодично надходять пропозиції робити великі телескопи (як аматорські, так і професійні) на альт-альт і альт-альт-азимутальному монтуваннях. Однак серед багатометрових телескопів світового рівня не відомо жодного на альт-альт монтуванні.

### Альт-альт-азимутальне монтування— 3 осі

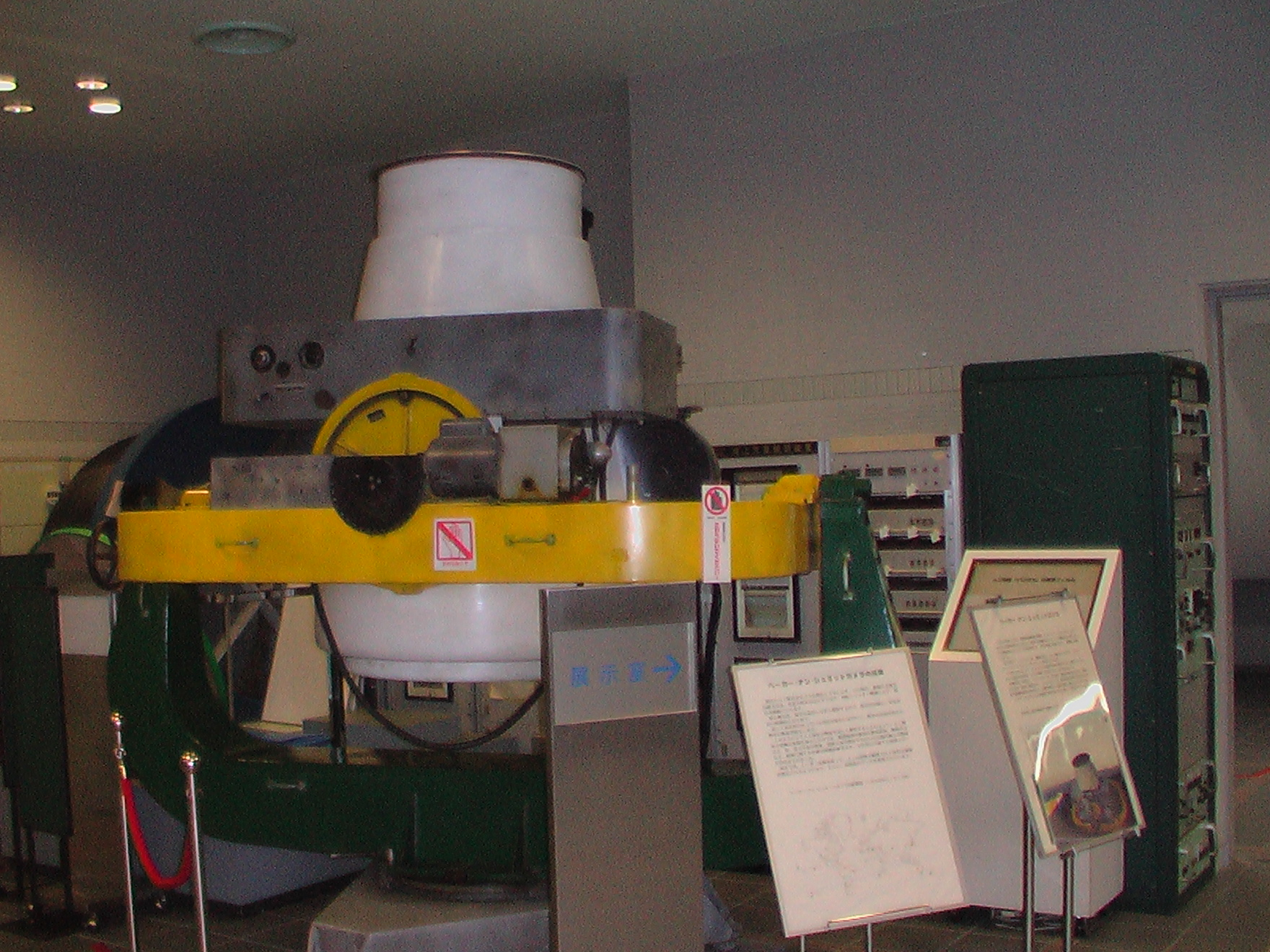
Камера Бейкера-Нанна на альт-альт-азимутальному монтуванні, що застосовувалася в 1960-ті роки для стеження за супутниками

Поєднує альт-азимутальне і альт-альт монтування. Задача наведення такого телескопа має багато розв'язків, і, якщо вибрати найвдаліший з них, можна взагалі не потрапляти в мертві точки. Через складність також уважається спеціалізованим монтуванням. Дозволяє супроводжувати супутник, що рухається по будь-якій коловій орбіті, повертаючи всього одну вісь, або довільно повертати фотоматеріал. Тому застосована в комплексі «Окно».

### «Двері від хліва»— 3 осі
«Двері від хліва» — аматорський сурогат екваторіального монтування. На тринозі закріплено дві дошки, з'єднані шарніром. На верхній дошці — будь-яка відповідна штативна головка. Шарнір розташовують уздовж земної осі, потім фотоапарат наводять на зорю і вмикають пристрій стеження (найчастіше — кроковий мотор з різьбовою шпилькою). Вже за працюючого мотора дистанційним пультом вмикають затвор фотоапарата.

### Шестиноге монтування
Дозволяє точно керувати телескопом з комп'ютера, однак керувальні сигнали досить складні.
Застосовується вкрай рідко, деякі з телескопів з таким монтуванням:
- «Гексапод» («Шестиніжник»), 1,5-метровий телескоп, Чилі
- Масив анізотропії реліктового випромінювання ім. Лі Юаньчже, радіоінтерферометр з 13 елементів (з можливістю розширення до 19) на поворотній 6-метровій платформі, Австралія+Тайвань (розташований на Гаваях).